# Bernhard Paumgartner
Bernhard Paumgartner (Vienne, 14 novembre 1887 – Salzbourg, 27 juillet 1971) est un chef d'orchestre, compositeur et musicologue autrichien.

## Biographie
Paumgartner est le fils du pianiste, critique musical, chef de chœur de la cour d'Autriche Hans Paumgartner (1843–1896) et de la mezzo-soprano Rosa Papier,. Il apprend d'abord à jouer du cor, du violon et du piano. Alors qu'il est encore écolier, il dirige déjà. Il passe son doctorat en droit à l'Université de Vienne en 1911 en même temps que ses études : la musicologie avec Adler, la direction d'orchestre et la théorie avec Bruno Walter, le cor avec K. Stiegler, le piano avec R. Dienzl. Il est d'abord répétiteur (chef de chant) à l'Opéra (1911-1912), puis dirige le Wiener Tonkunstlerorchester de 1914 à 1917 (il enseigne également de 1915 à 1917 à l'Académie). Ensuite sa carrière le fixe à Salzbourg. Il est directeur du Mozarteum (1917-1938 et de 1945-1953), et le directeur du festival de 1960 à 1971, dont il est un des cofondateurs en 1922.
En 1952, il fonde la Camerata academica (Camerata Academica des Mozarteums Salzburg) et dirige l'ensemble jusqu'en 1960.
Il est connu pour être le professeur de composition de Herbert von Karajan au Mozarteum de Salzbourg, où il reconnaît les dons potentiels de son élève pour la direction d'orchestre.
En tant que musicologue, il publie de nombreuses éditions d'œuvres du XVIIIe siècle et ses travaux sur Mozart sont fondamentaux.

## Décorations et récompenses
- Titre honorifique de conseiller privé
- Docteur honoris causa de la Faculté de philosophie, Université de Salzbourg (14 novembre 1967)
- Décoration pour la Science et l'Art - Autriche (1962)
- Citoyen d'honneur de Salzbourg (1963)
- Anneau de Salzbourg (1963)
- Bernhard-Paumgartner-Weg à Salzbourg

## Œuvres
Il est l'auteur de deux opéras et de ballets. Ses pièces instrumentales sont de style baroque.
- Die Höhkle von Salamanca, opéra (Dresde 1923)
- Rossini in Neapel, opéra (Zurich 27 mars 1923) musique d'après Gioachino Rossini (OCLC 247505653)
- Pagoden, ballet (Munich 1927)
- Ballo medico, ballet (Vienne 1943)
- Salzburger divertimento, ballet (Salzbourg 1955) sur la musique de Mozart
- Ouvertüre zu einenm ritterlichen, pour orchestre

## Écrits
- (de) Das Taghorn : Dichtungen u. Melodien d. bayrisch-österreichischen Minnesangs. (Vienne, Stephenson 1922) (OCLC 631203832)
- (de) Mozart (Berlin 1927 ; 7e éd. augmentée 1973)
  - Mozart  (trad. de l'allemand par Paule Pascali), Paris, Gallimard, coll. « Leurs figures », 1951, 526 p. (OCLC 5652925)
- (de) Franz Schubert. Eine Biographie (Zurich 1943 ; 3e éd. 1960)
- (de) Das von der Antike Instrumentelle Ensemble bis zur Gegenwart (1948, rééd. Zurich, Atlantis Verlag 1966) (OCLC 4877586)
  - Franz Schubert (Buchclub Ex Libris 1975) (OCLC 84112716)
- (de) Johann Sebastian Bach : Leben und Werke (Zurich 1950) (OCLC 16453361)
- (de) Mozart (1957).

Ses articles ont été réunis en recueil et publiés à Cassel en 1973 :
- (de) Vorträge und Essays, Cassel, Bärenreiter, coll. « Publikationen des Instituts für Musikwissenschaft der Universität Salzburg » (no 6), 1973, 137 p. (OCLC 1026095)